# Sammy Penn
Samuel Penn (Morgan City (Louisiana), 15 september 1902 - Florida, 18 september 1969) was een Amerikaanse jazzdrummer en zanger.

## Biografie
Penn speelde in New Orleans in de Eureka Brass Band, met Chris Kelly, Kid Rena en Kid Thomas Valentine, waarmee hij in 1954 zijn eerste opnames maakte. In de jaren 60 speelde hij met Emile Barne's New Orleans Four, de Hall Brothers Jazz Band (met trombonist Russ Hall en pianist Stan Hall) en de December Band (o.a. met Kid Thomas Valentine, Jim Robinson, Sammy Rimington, Captain John Handy). In 1966 leidde hij met Johnny Wiggs de Penn-Wiggs New Orleans All Stars (met Louis Nelson, George Lewis, Charlie Hamilton, Joe Butler). In de late jaren 60 speelde hij met Big Bill Bissonette, Punch Miller, Jimmy Archey's Crescent City Delegates of Pleasure, Emmanuel Paul, de Kid Thomas Dixieland Band en Kid Sheik Cola. Hij was van 1954 tot 1959 betrokken bij 59 opnamesessies.